# Колония художников в Дармштадте
Колония художников в Дармштадте (нем. Darmstädter Künstlerkolonie) — художественная колония (объединение), действовавшее в 1899—1914 годах под покровительством великого герцога гессенского Эрнста Людвига (1868—1937), а также сам посёлок художников на холме Матильды (нем. Mathildenhöhe — Матильденхёэ) — комплекс архитектурных памятников немецкого модерна, бо́льшая часть которых спроектирована и построена Йозефом Ольбрихом.

## История

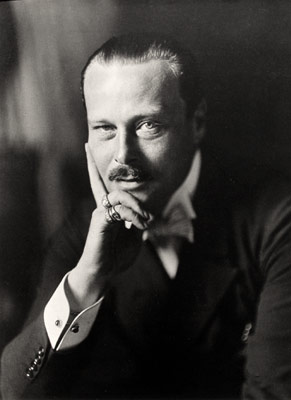
Герцог Эрнст Людвиг Гессенский. 1905 г.

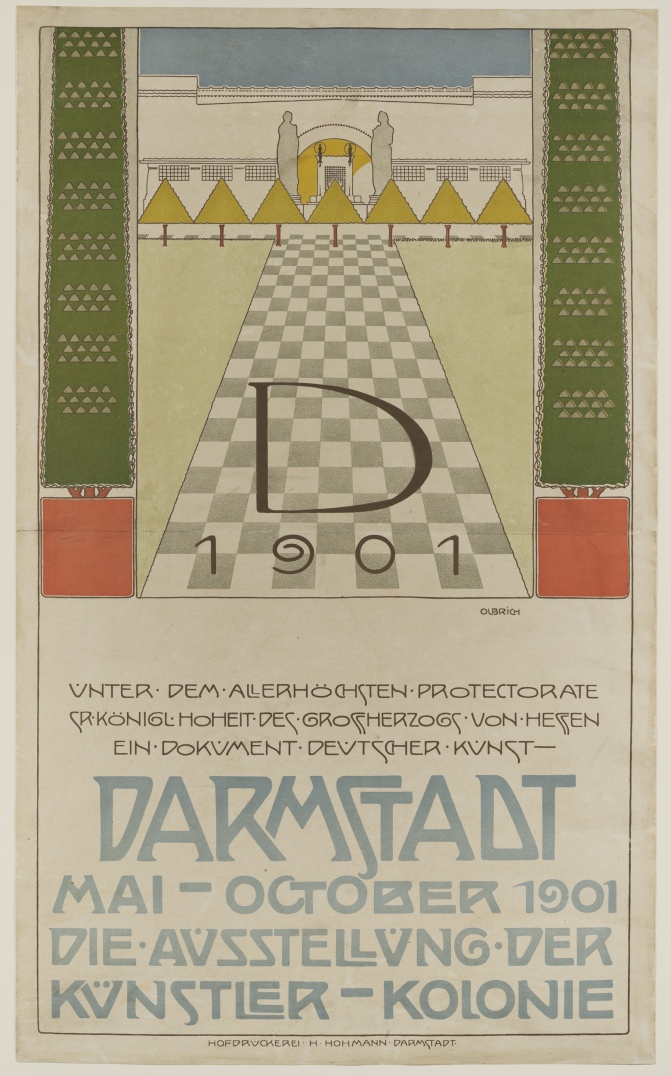
Плакат первой выставки художников Дармштадта. 1901

В 1899 г. герцог Эрнст Людвиг пригласил в Дармштадт группу молодых художников — Петера Беренса, Йозефа Ольбриха, Ганса Кристиансена, Людвига Хабиха, Патриса Юбера, Пауля Бурка и Рудольфа Боссельта. Герцог, последний в истории глава государства Гессен-Дармштадт в составе Германской империи, планировал придать импульс экономическому развитию области, в том числе путём привлечения передовой интеллигенции и устройства публичных выставок «нового искусства».
Архитекторы Г. Христиансен, Й. Ольбрих и П. Беренс спроектировали городок с мастерскими художников и выставочными залами, разместившимися рядом с церковью Святой Марии Магдалины в «русском стиле» (1897—1899, архитектор Л. Н. Бенуа). В 1908 году к свадьбе герцога Ольбрих выстроил «Свадебную башню» (Hochzeitsturm) высотой 48,5 м с колоколами, украшенную внутри мозаиками. Во «Дворце свободного искусства» разместилась постоянная выставка, демонстрирующая достижения «новой германской архитектуры и живописи». В 1905—1913 годах под патронажем герцога действовала керамическая мастерская.
Первая выставка объединения открылась 15 мая 1901 года под художественным руководством Петера Беренса. Экспонатами стали первые восемь частных домов, здание мастерской (более известное как дом герцога Эрнста Людвига) и временные постройки. Были показаны интерьеры, оформленные в «рациональном стиле», близком проектам художников «Венских мастерских». Две комнаты в доме самого герцога были оформлены шотландским архитектором М. Х. Бейли Скоттом. Выставка имела успех среди специалистов, но закончилась финансовым крахом. Не все её экспонаты оказались на высоком уровне. Вскоре после её закрытия Бурк, Кристиансен и Юбер покинули колонию.
Главной фигурой в создании первой очереди домов, помимо самого герцога, был архитектор Йозеф Мария Ольбрих. Беренс занимался росписями внутри дома Эрнста Людвига, а Хабих выполнил две статуи, украшающие вход в него, названные просто «Мужчина» и «Женщина». Дом Эрнста Людвига, переживший бомбардировки Второй мировой войны, был расширен в 1980-х годах и превращён в музей. Вокруг него группировались частные дома художников и местных меценатов — в первый год только Ольбрих, Кристиансен, Хабих и Беренс могли позволить себе собственные дома. Рудольф Боссельт приступил к постройке сам, но денег не хватило, и его дом достался местному меценату-мебельщику.
Два из девяти домов первой очереди были полностью уничтожены в войну и не были восстановлены. Дома Петера Беренса, Йозефа Ольбриха и Людвига Хабиха, сильно повреждённые бомбами, были отстроены заново в 1951—1952 гг. Их оригинальные авторские интерьеры утрачены. Большой дом Юлиуса Глюкерта восстановлен в 1980-х годах (ныне в нём располагается Немецкая академия языка и поэзии). Относительно в целости сохранились только дом Вильгельма Дитера, администратора выставки, дом-мастерская Эрнста Людвига и вышеупомянутый дом, начатый Рудольфом Боссельтом (малый дом Глюкерта).

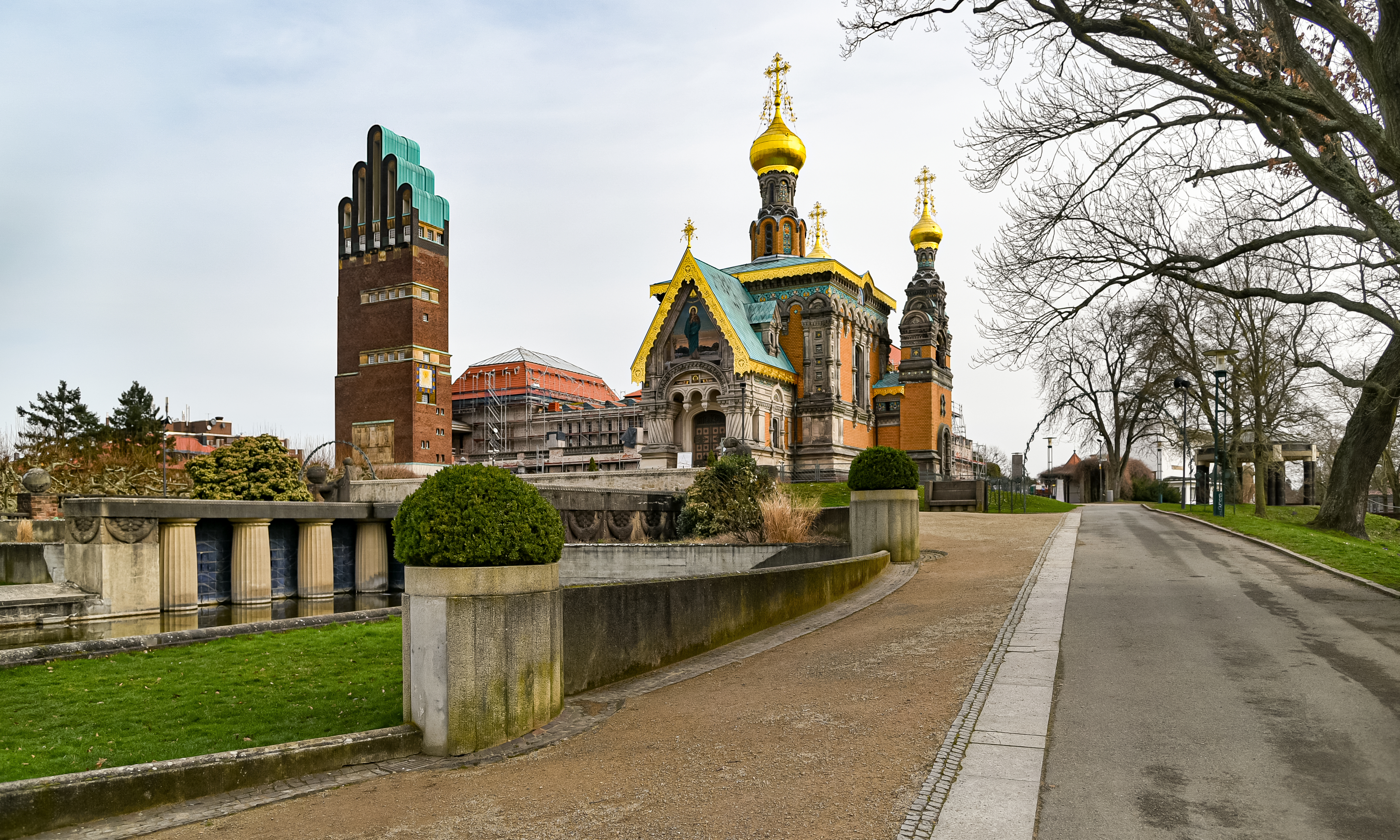
Холм Матильды. Свадебная башня (1908) и церковь Св. Марии Магдалины. 1897—1899. Архитектор Л. Н. Бенуа
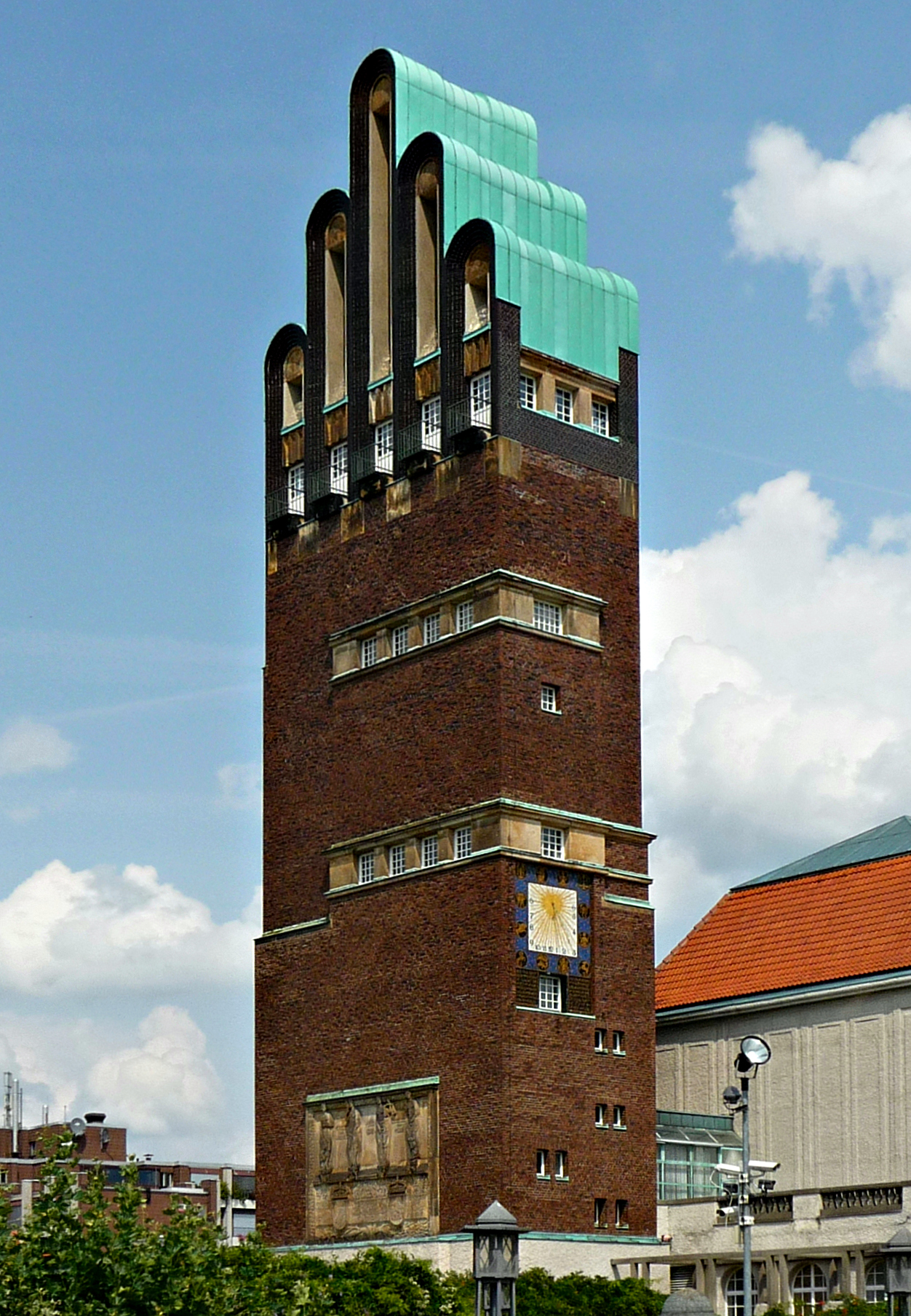
Свадебная башня. 1908. Архитектор Й. М. Ольбрих
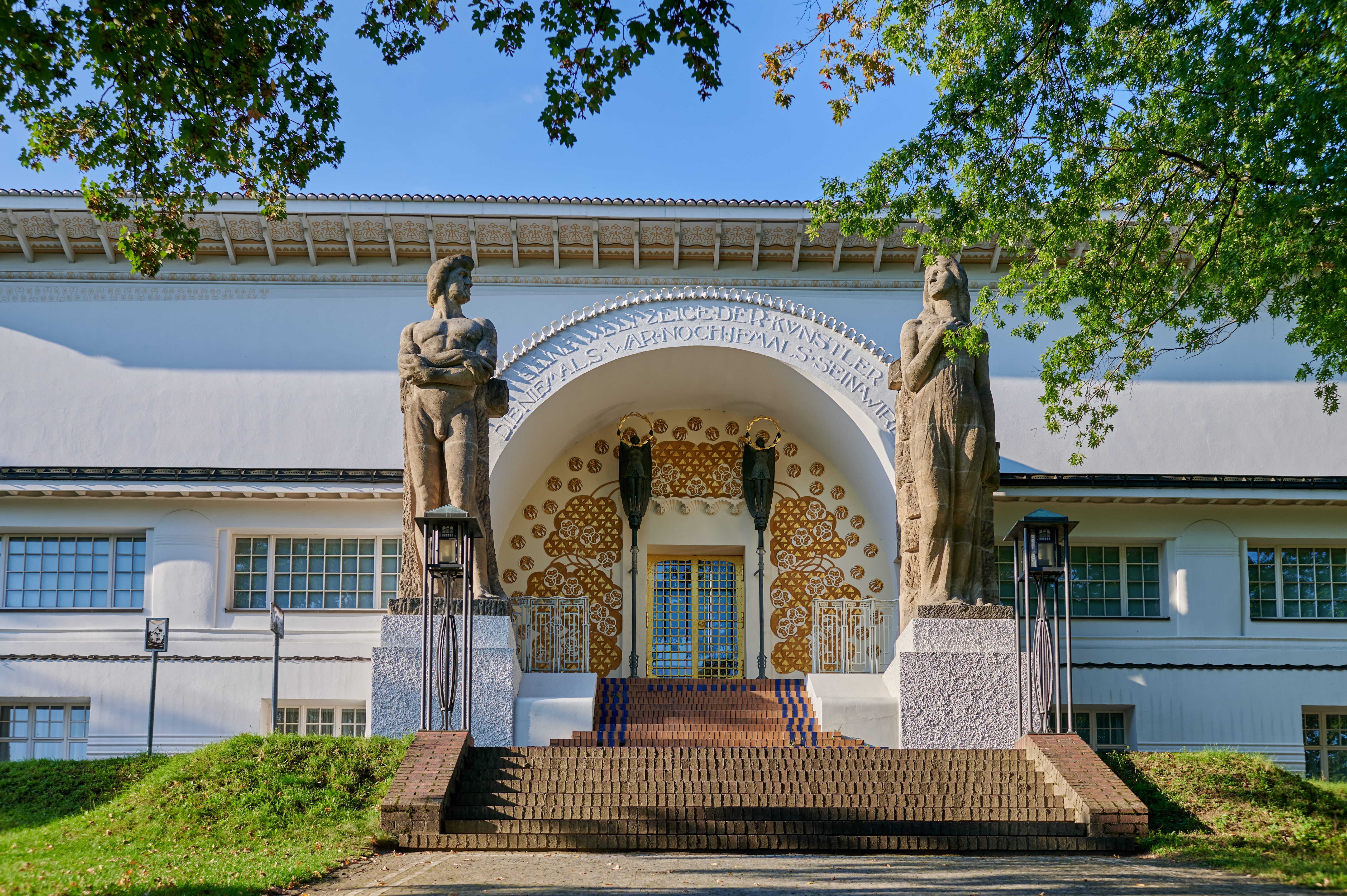
Дом Эрнста Людвига. 1901
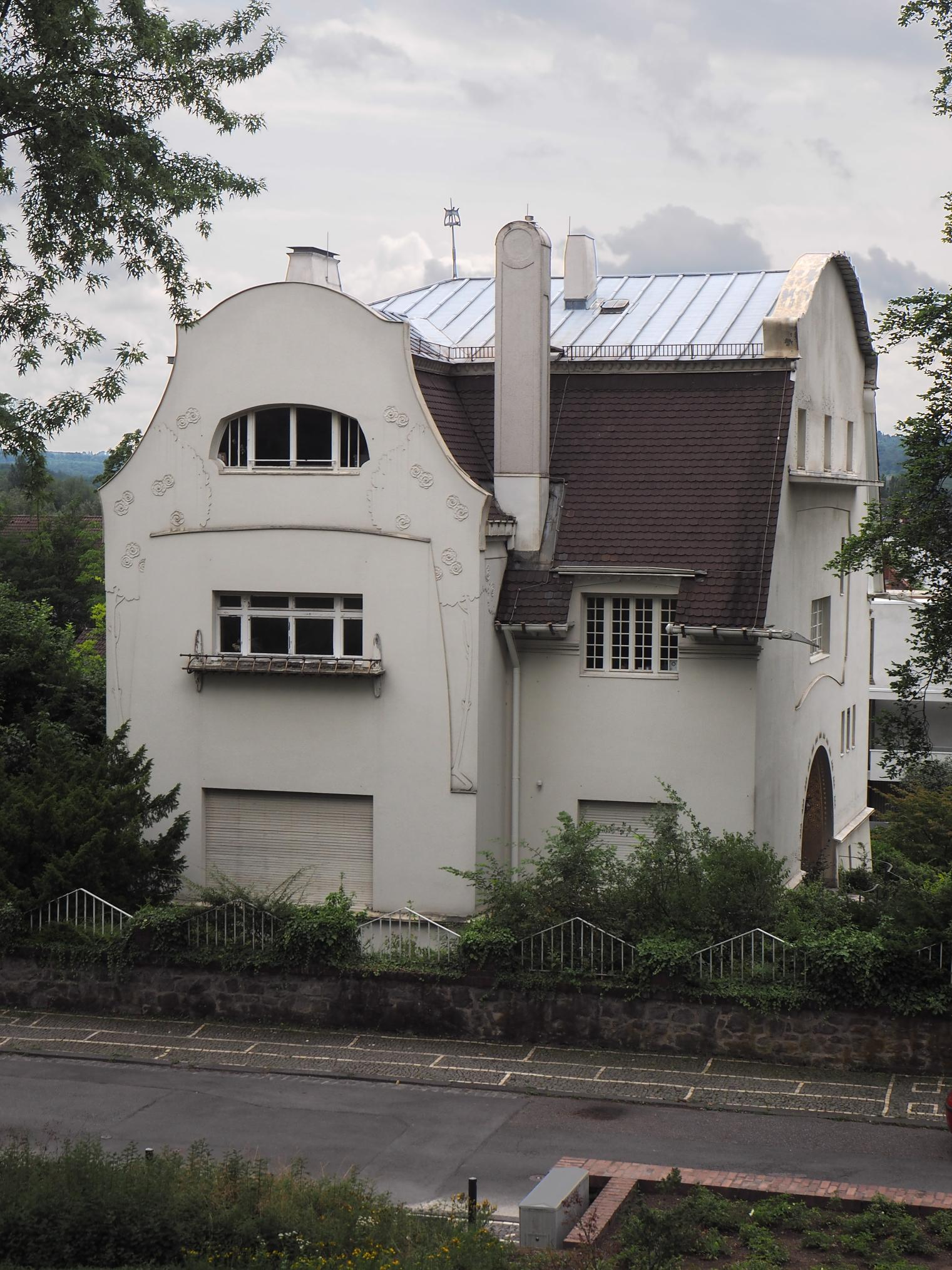
Большой дом Глюкерта. 1901. Й. Ольбрих
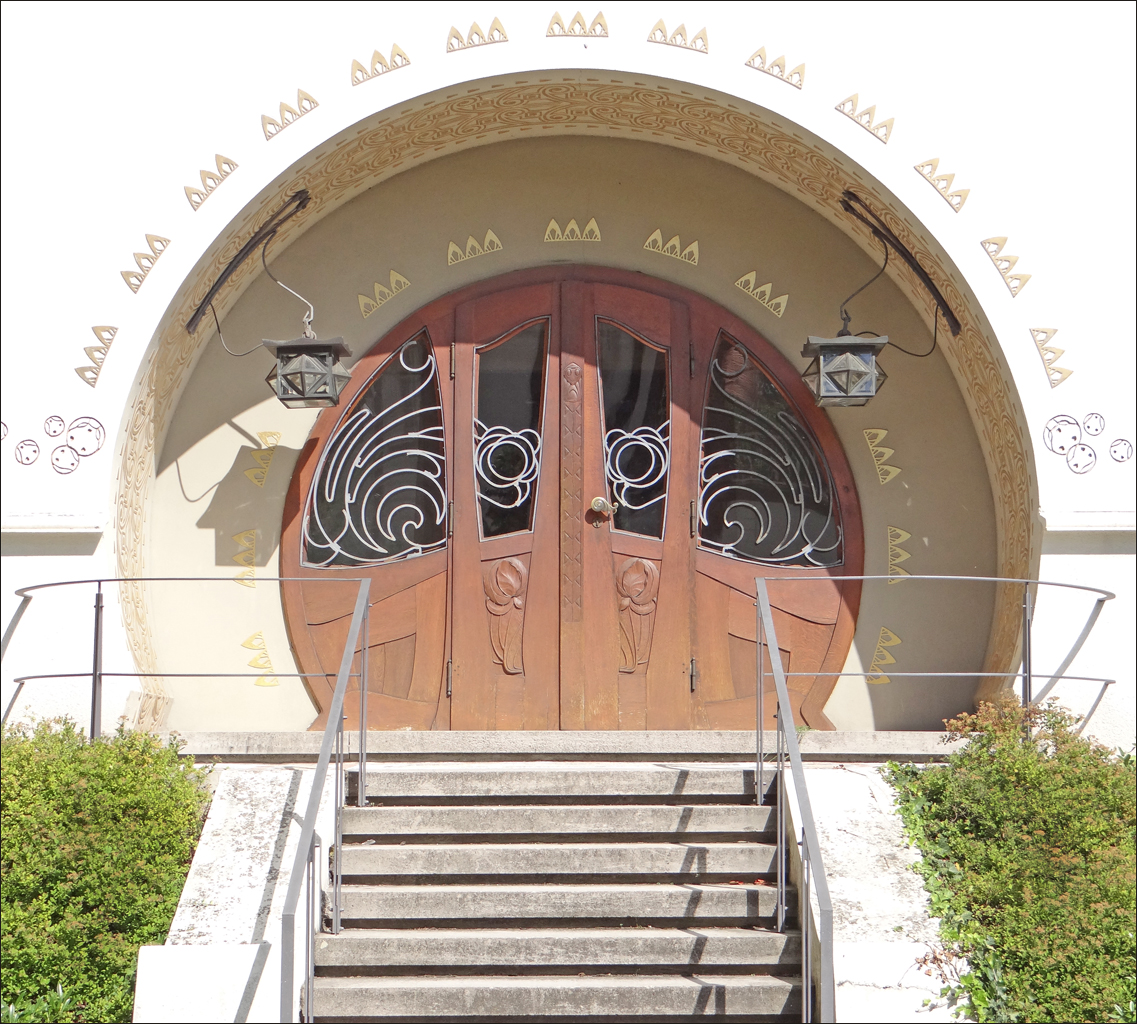
Вход в Большой дом Глюкерта
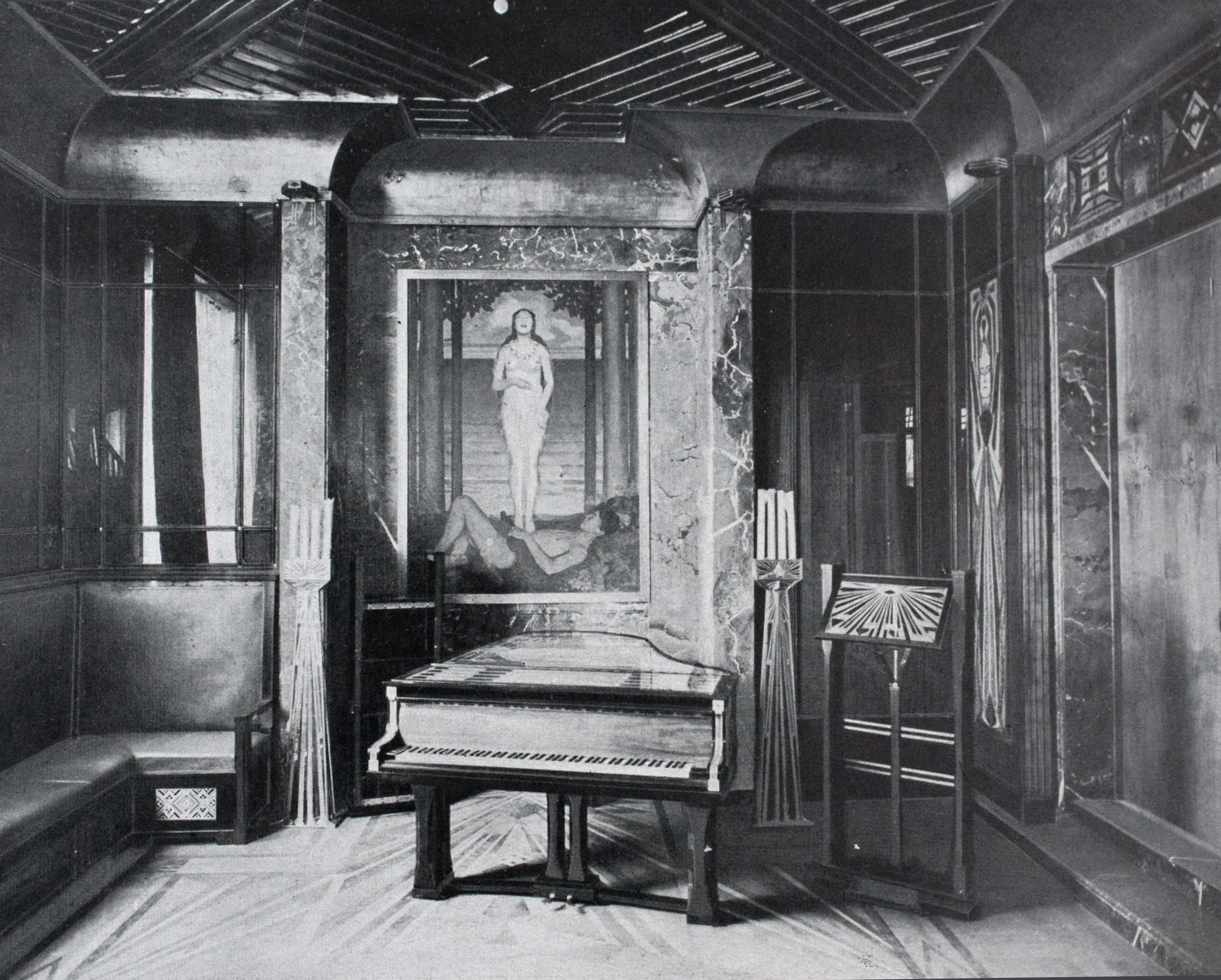
Музыкальная комната в доме П. Беренса. 1901
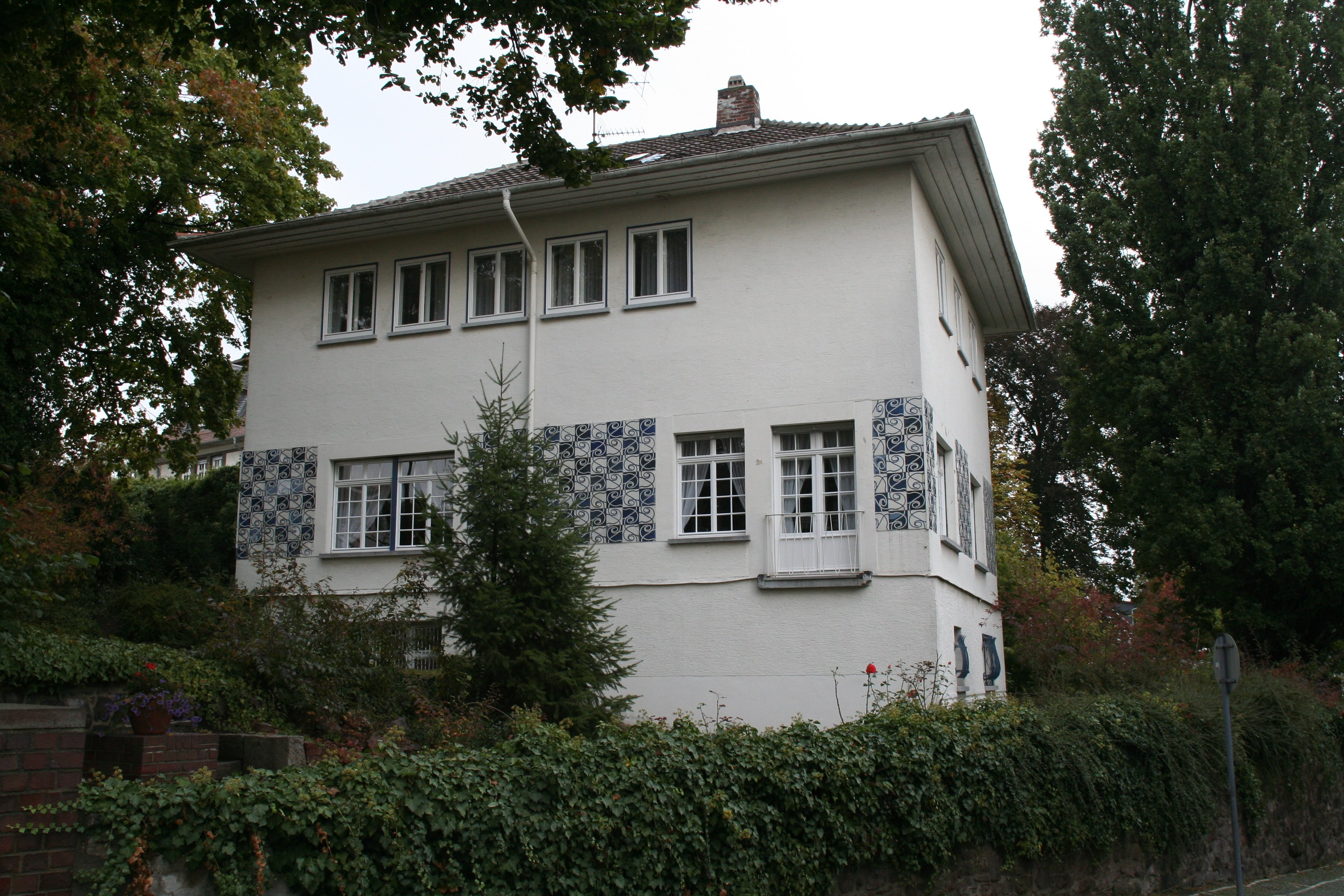
Дом Ольбриха. 1901

Вторая выставка, более скромная, открылась в 1904 году. Из первоначального состава художников в Дармштадте в это время оставались только Ольбрих и Хабих. Ольбрих выстроил к этой выставке группу из трёх «образцовых» домов для среднего класса (все они были разрушены во время войны, два — воссозданы по первоначальным планам, третий — заменён современной постройкой).
Третья выставка 1908 года стала открытой ярмаркой для всех гессенских художников и предпринимателей. Помимо Ольбриха, умиравшего от лейкемии, в колонии в это время жили шестеро художников и архитекторов. Ольбрих успел выстроить к третьей выставке большой выставочный зал и зал гессенских выставок, в настоящее время занимаемый музыкальным институтом. Архитектор Конрад Суттер выстроил собственный дом в традиционном немецком стиле архитектуры, настолько противоречивший «авангардной концепции» посёлка, что дирекция выставки отказывалась включать его в официальный каталог.
Ольбрих и пятеро местных архитекторов также спроектировали посёлок «образцовых дешёвых домов» — дом на одну семью стоил не более 4000 марок, дом на две семьи — не более 7200 марок. Один из домов был специально заказан Ольбриху фирмой Opel как образец для рабочих автозаводов. Эти домики были разобраны вскоре по окончании сезона. Четвёртая и последняя выставка открылась в 1914 году и была посвящена доходным домам — для неё были выстроены образцовые трёхэтажные многоквартирные дома.

## Экспозиция музея

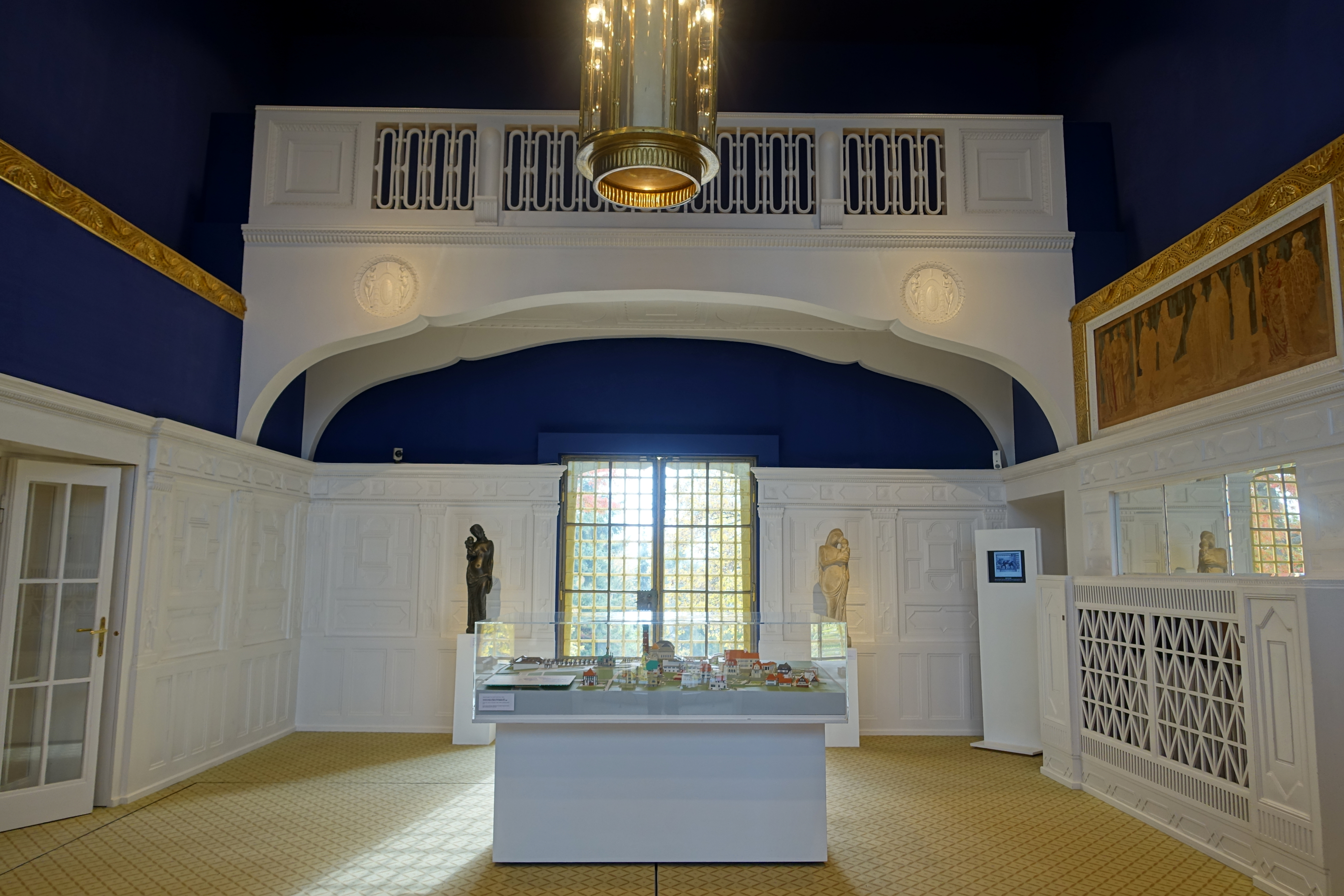
Интерьер музея
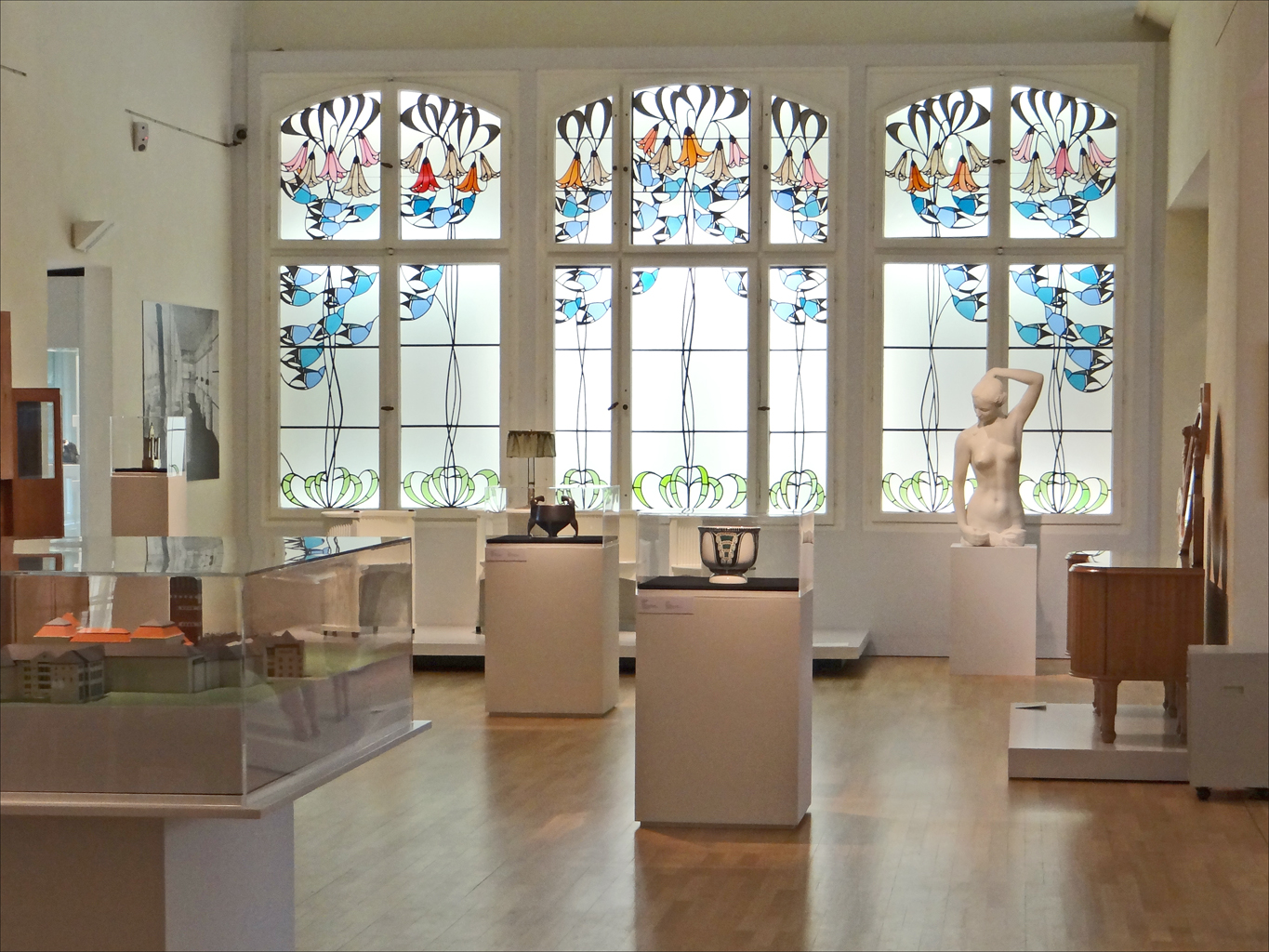
Один из залов музея
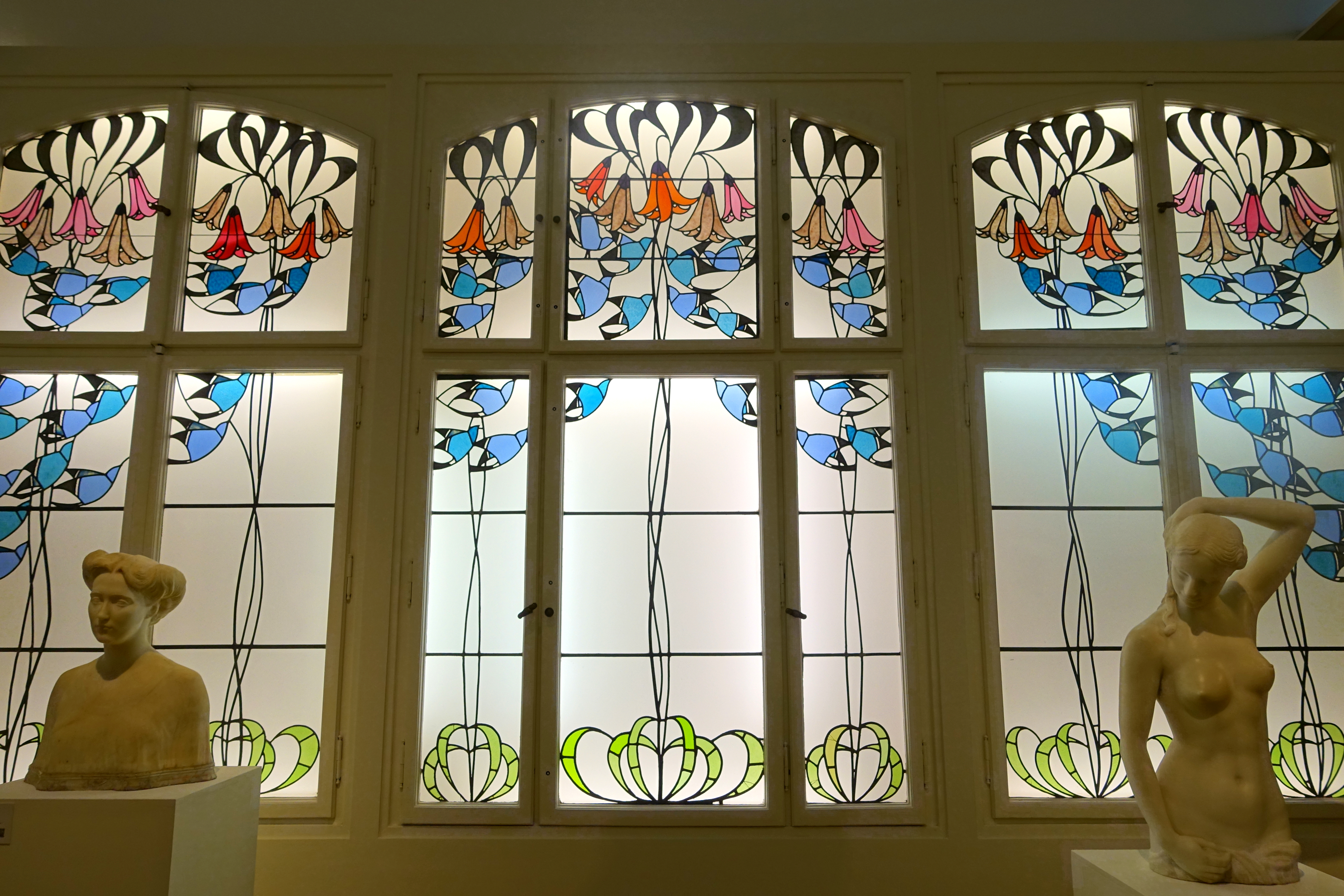
Витраж. 1901. М.Х. Бейли Скотт
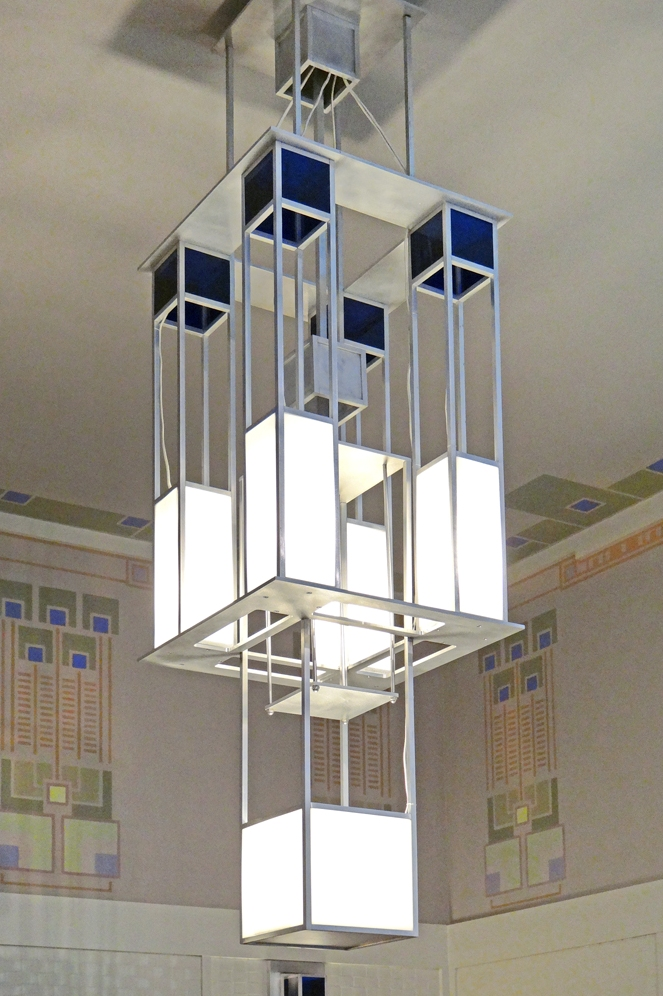
Светильник. 1901. П. Беренс
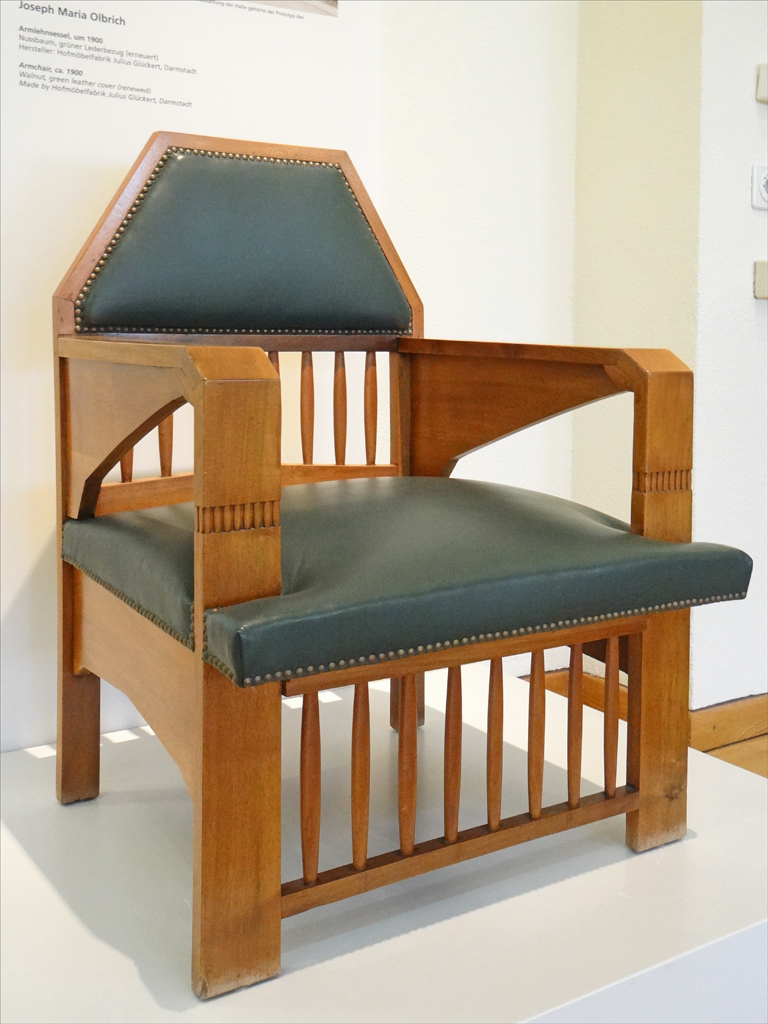
Кресло. 1900. Й. М. Ольбрих
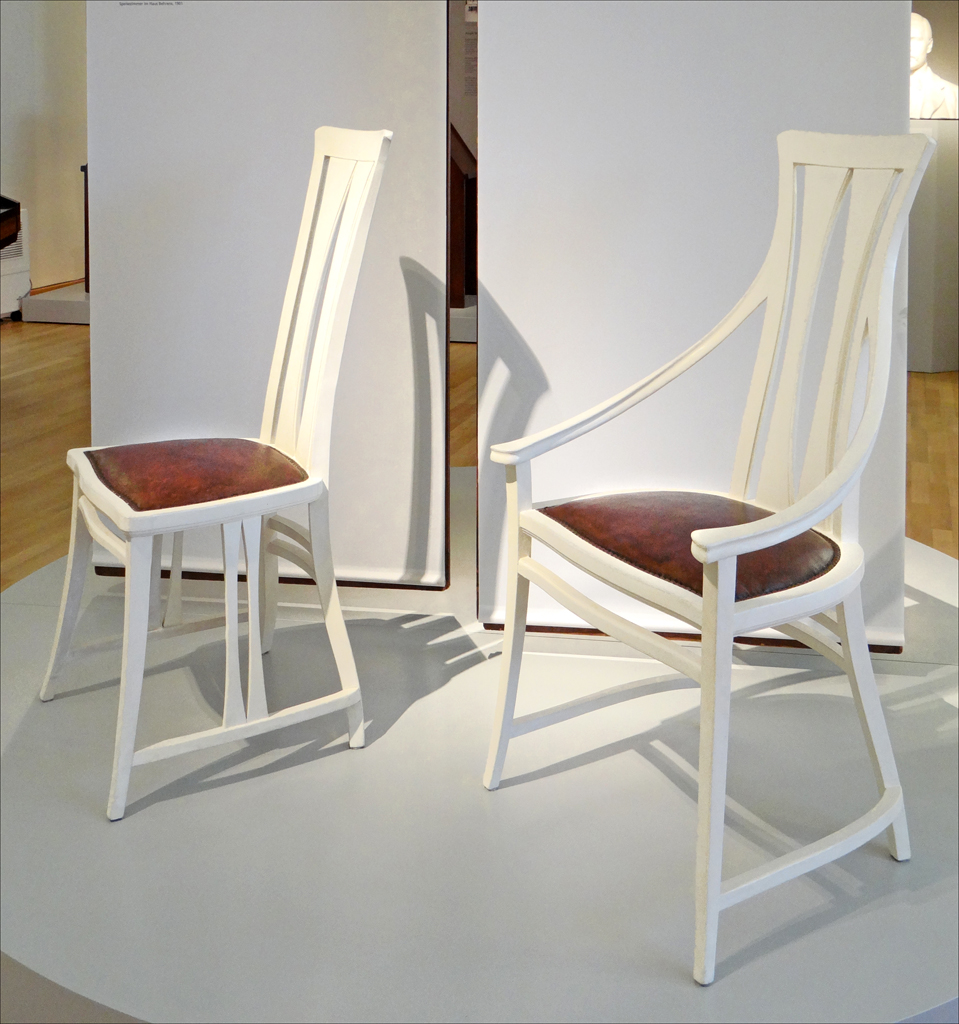
Кресла. П. Беренс
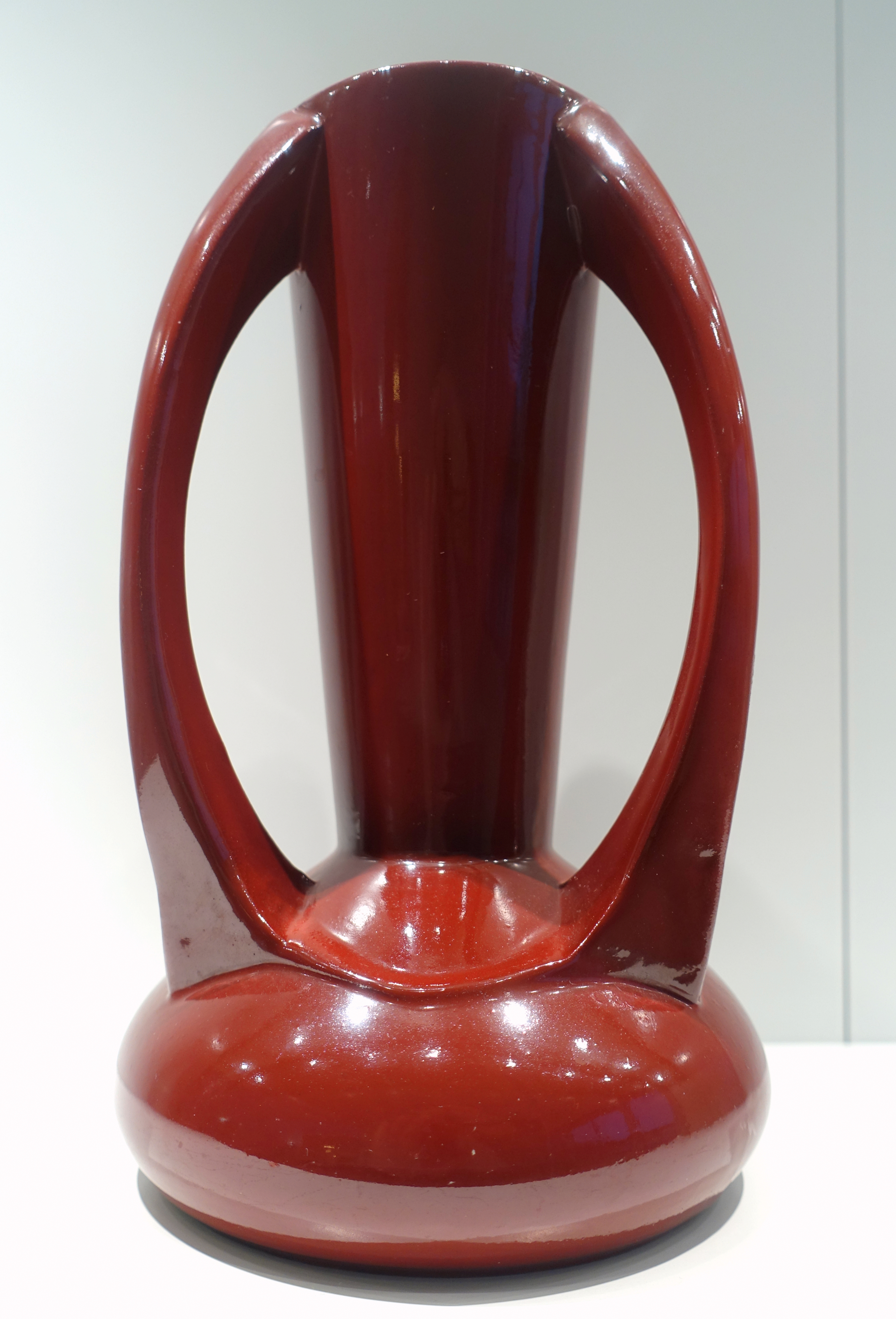
Ваза. Ок. 1900. Керамика. П. Беренс
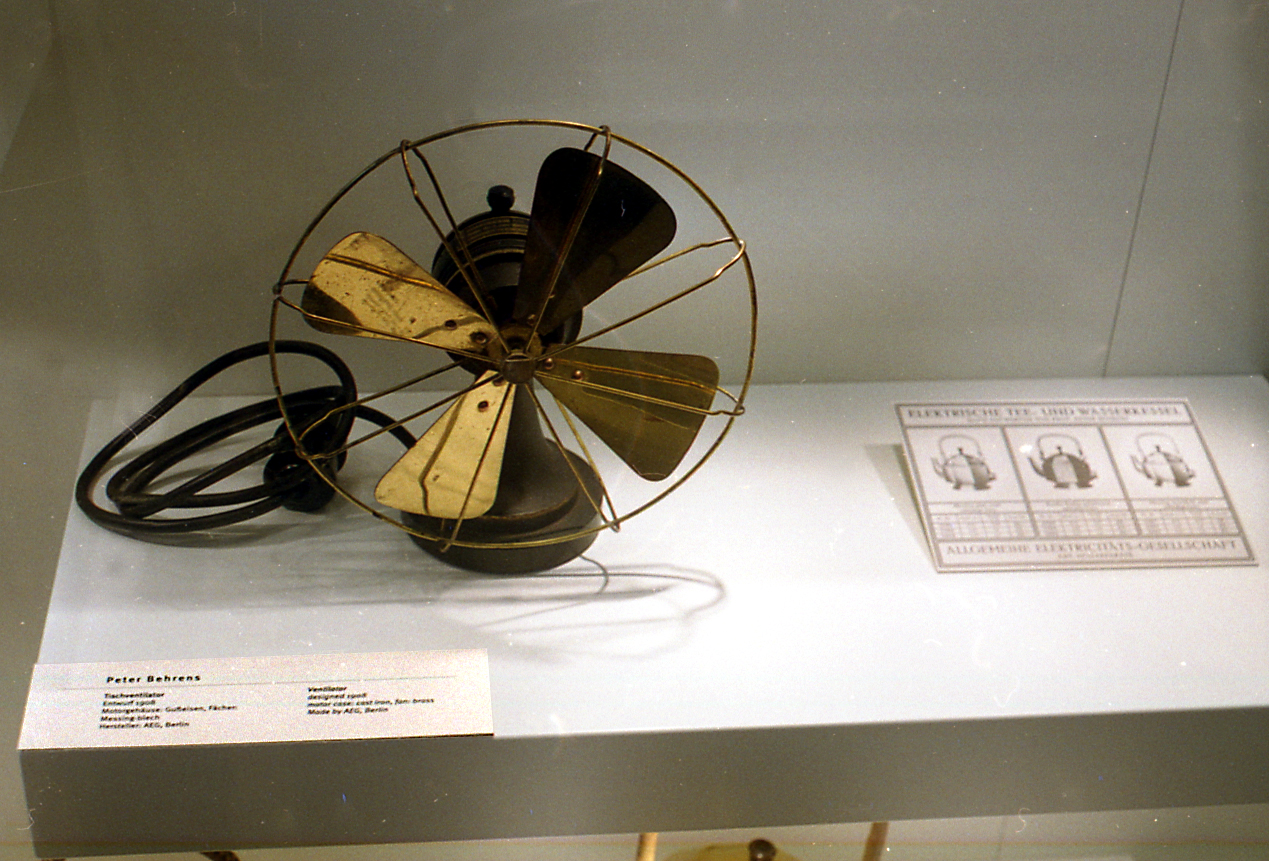
Электровентилятор. П. Беренс
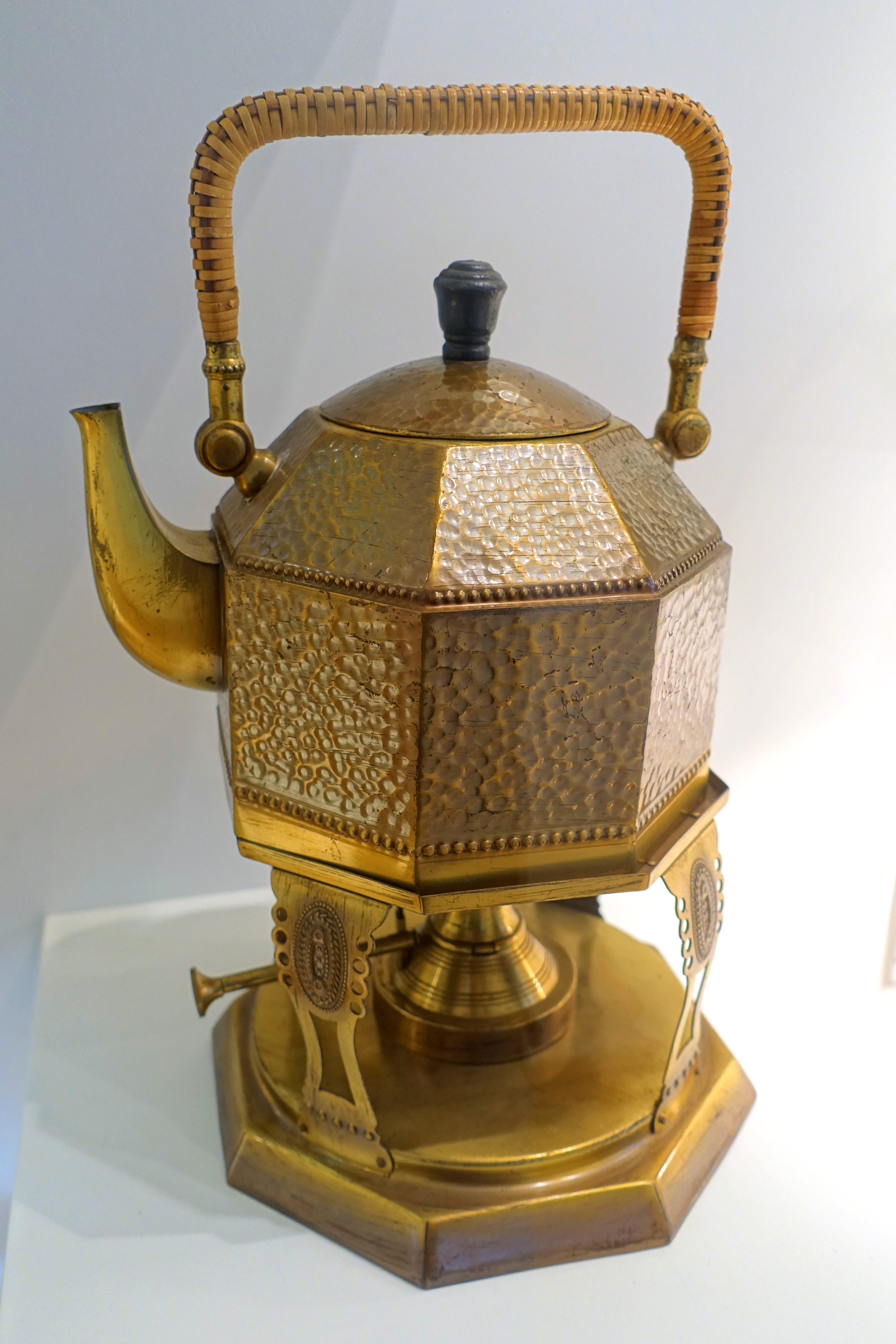
Чайник. 1909. П. Беренс
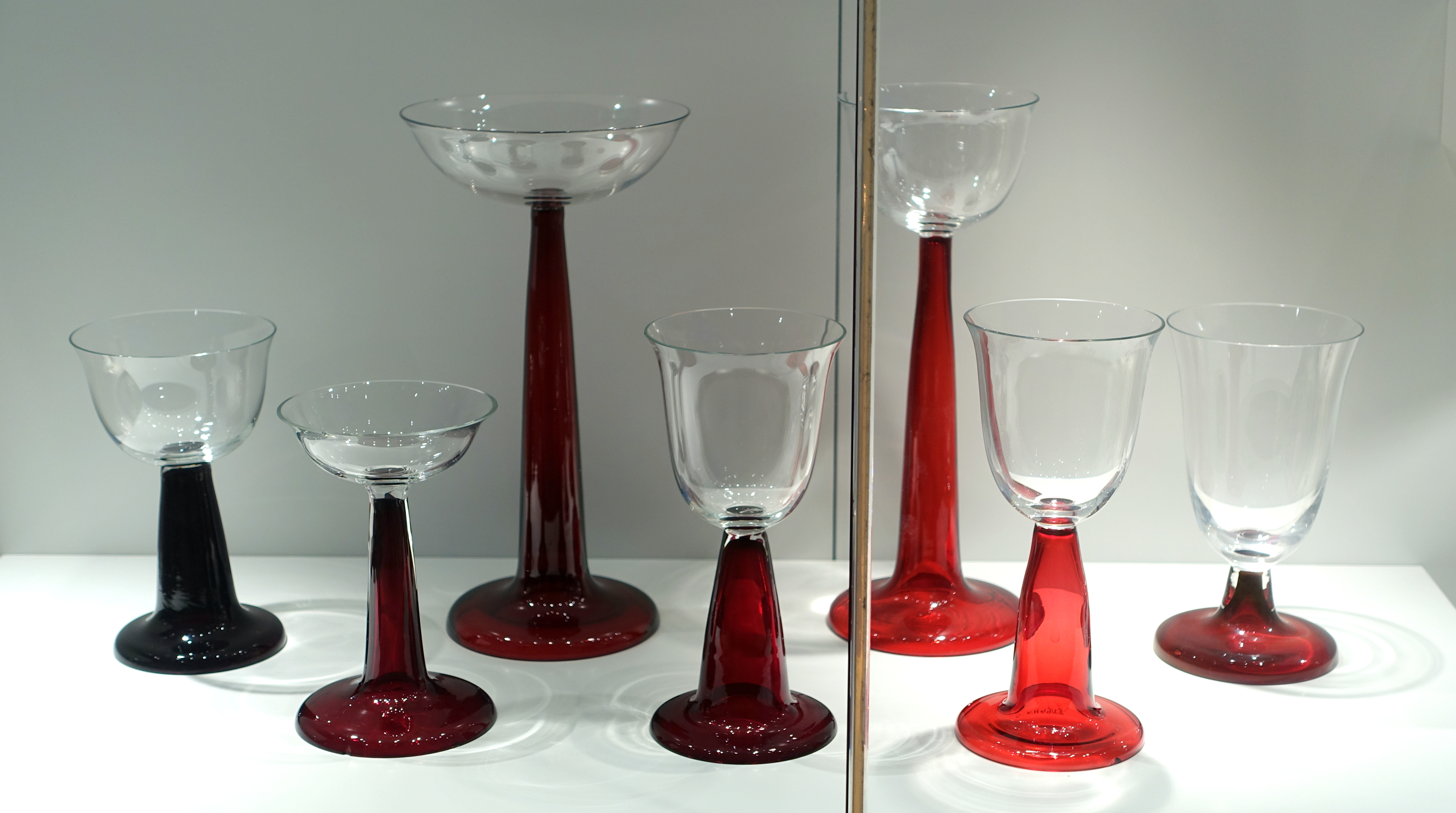
Набор кубков. 1901. Стекло. П. Беренс
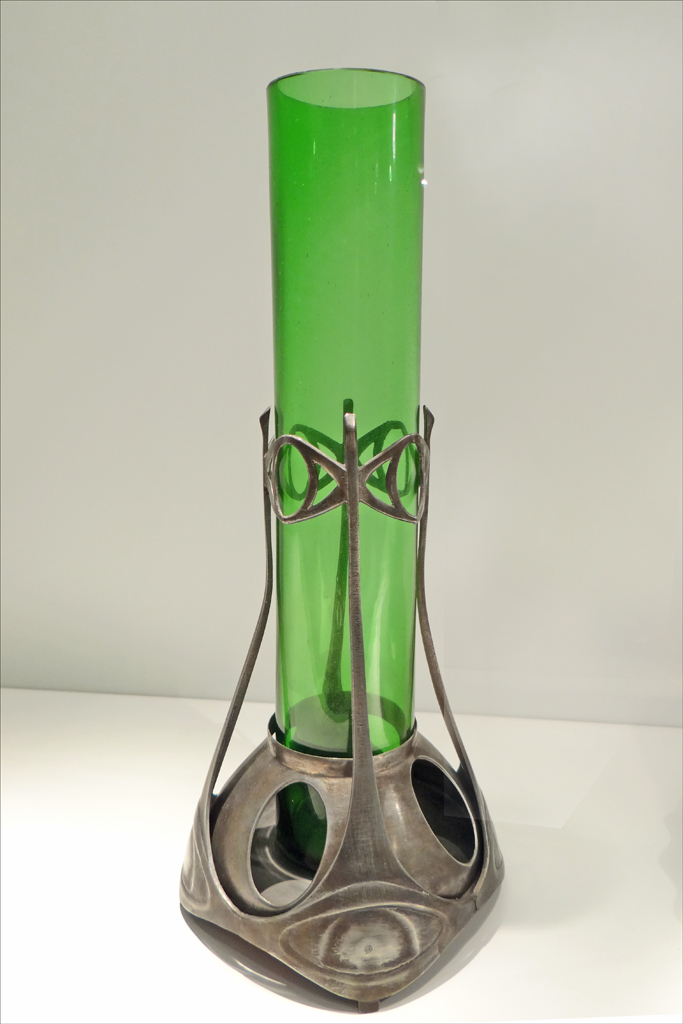
Ваза. 1901—1902. Й. М. Ольбрих
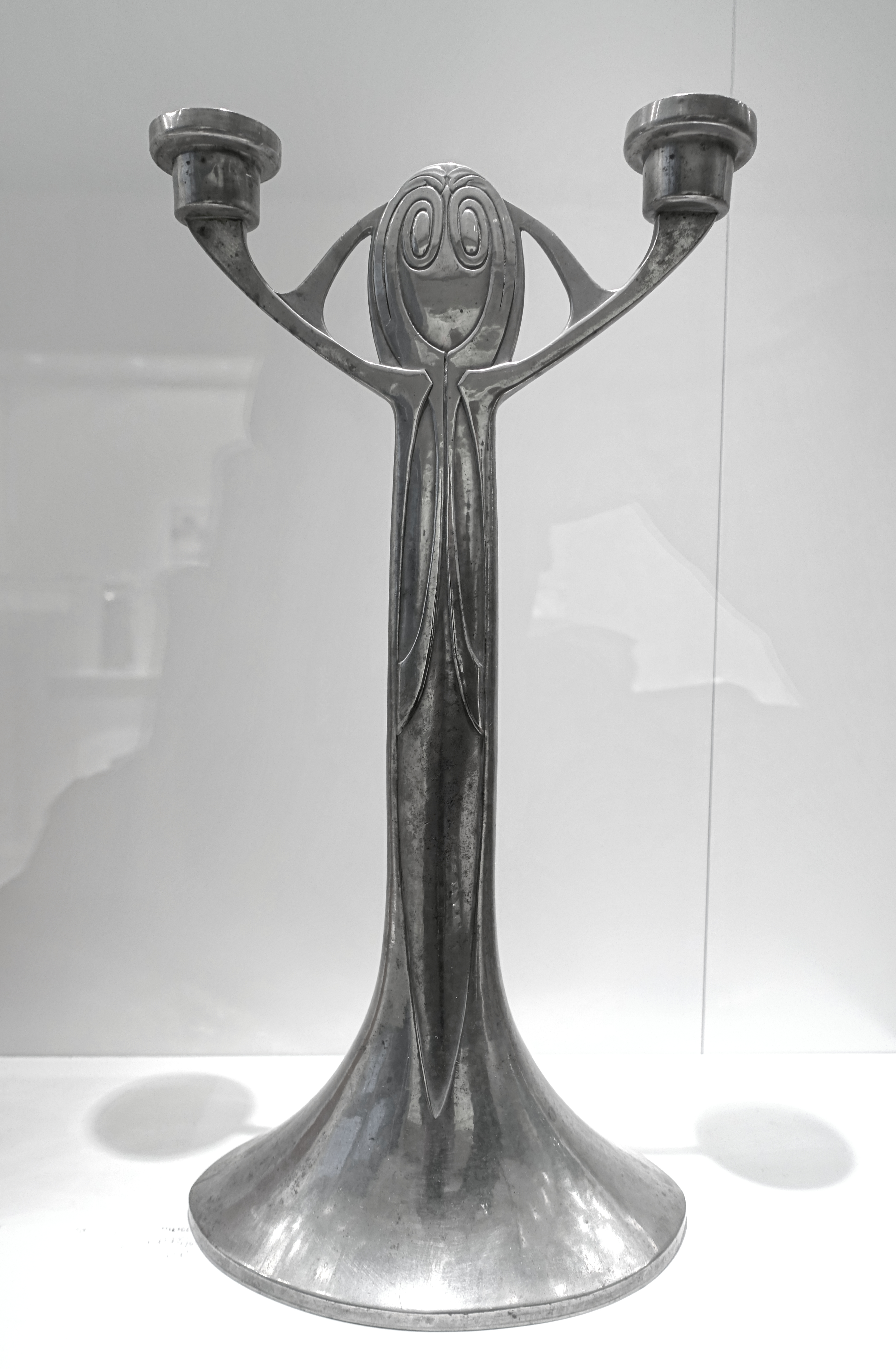
Канделябр. 1901—1903. Й. М. Ольбрих
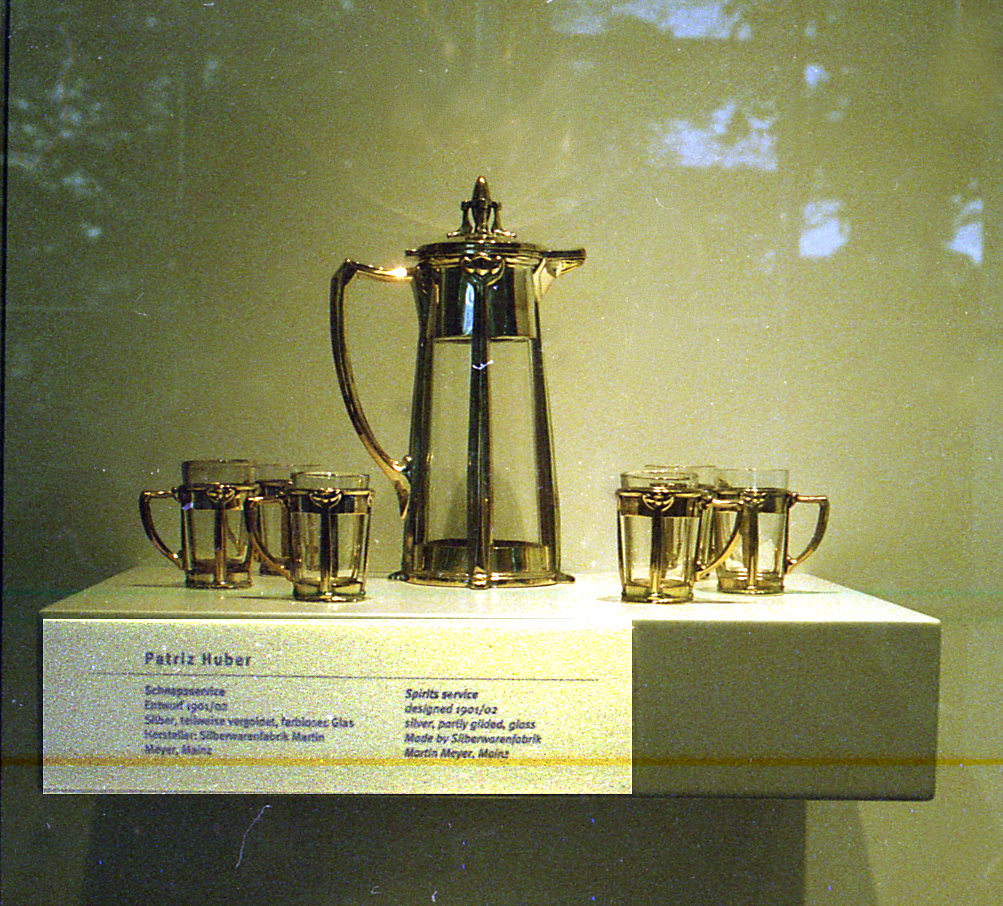
Сервиз. П. Хубер
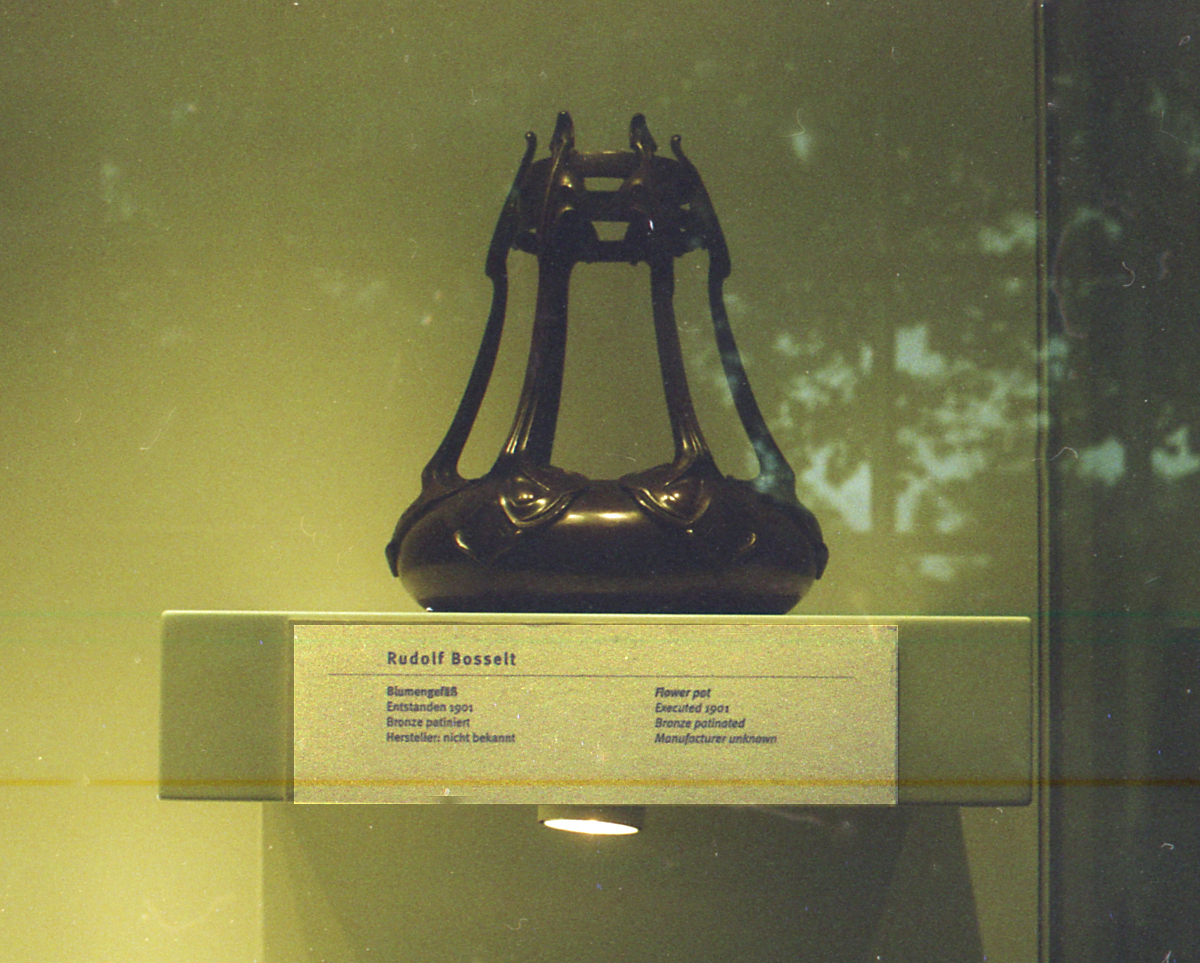
Кашпо. Р. Боссельт
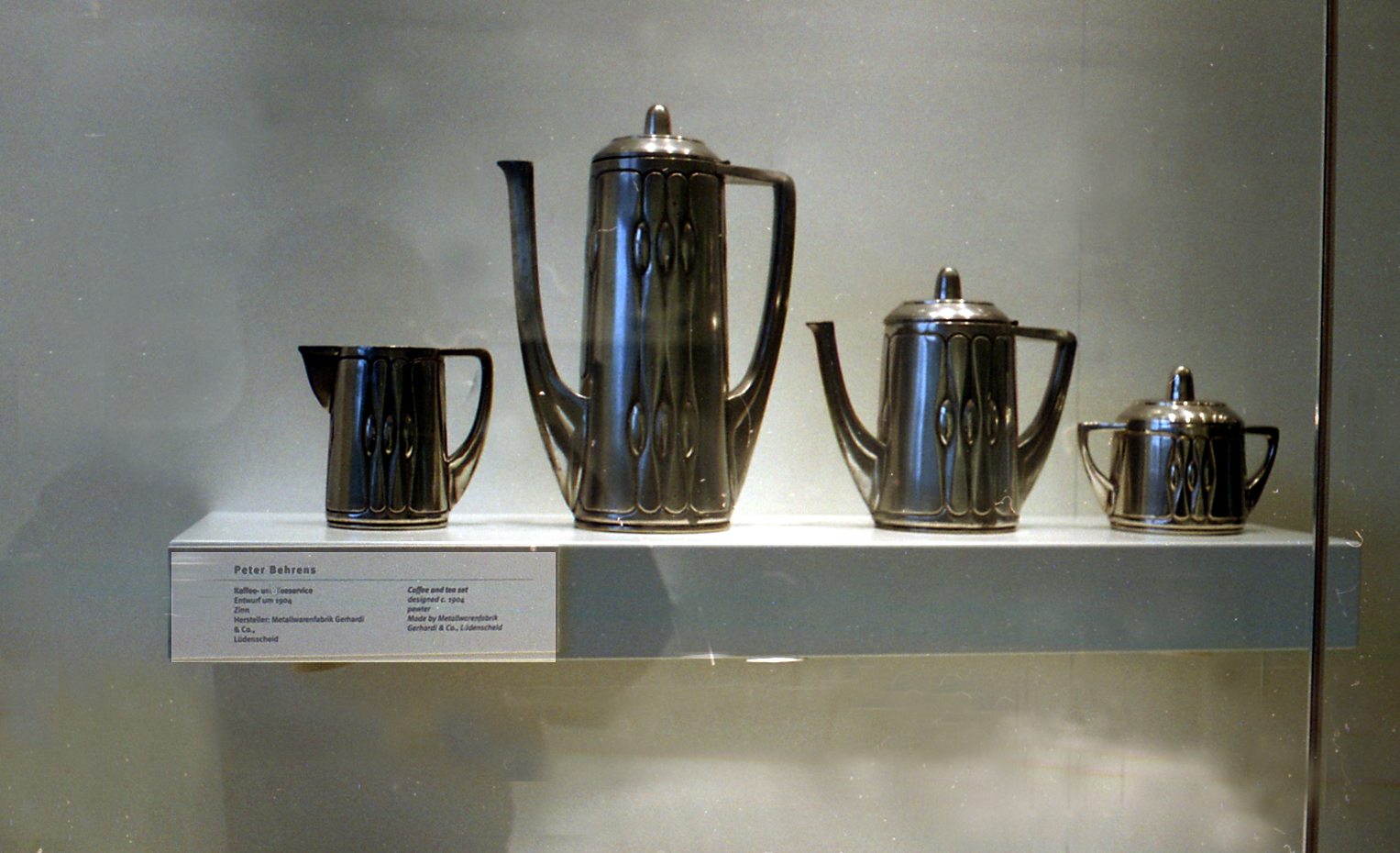
Сервиз для чая и кофе. П. Беренс